# Liposcelis lacinia
Liposcelis lacinia är en insektsart som beskrevs av Sommerman 1957. Liposcelis lacinia ingår i släktet Liposcelis och familjen boklöss. Inga underarter finns listade i Catalogue of Life.